# Идальго (стадион)
«Идальго» (исп. Estadio Hidalgo) — футбольный стадион, расположенный в мексиканском городе Пачука-де-Сото, штат Идальго. С момента открытия в 1993 году является домашней ареной для местной команды «Пачука», выступающей в Лиге МХ и вмещает 30 000 зрителей.

## История арены
Стадион был официально открыт 14 февраля 1993 года. Свое название он получил в память о борце за независимость Мексики Мигеле Идальго. Владельцем стадиона является корпорация «Grupo Pachuca».
Поле спроектировано таким образом, чтобы фанаты могли наблюдать за матчами с любой стороны арены. Стадион имеет 5 раздевалок, отвечающих всем международным стандартам комфорта и безопасности. В 1994 году на стадионе временно выступала команда «Торос Неса».
В результате недавно прошедшей реконструкции на стадионе были установлены камеры видеонаблюдения нового поколения. Помимо прочего, при стадионе имеется VIP — зона, на территории которой расположен ресторан высокой кухни.
Также в подтрибунном помещении имеется интерактивный музей для развлечения юных болельщиков и «туннель истории», в котором находятся фотоснимки команды, сделанные в разные годы.

## Матчи сборной Мексики
Единственный на данный момент матч с участием национальной сборной Мексики на стадионе «Идальго» состоялся 4 октября 2004 года: хозяева со счетом 7:0 обыграли Сент — Винсент и Гренадины в рамках квалификации на ЧМ — 2006 в Германии.

## В поп — культуре
Стадион «Идальго» можно увидеть в мексиканском веб — сериале «Клуб Ворон» (исп. Club de Cuervos), выходившем в 2015—2019 годах на онлайн — сервисе Netflix.